# Morgenrot (Weberfamilie)
Morgenrot (auch Morgenroth) war der Name einer Weberfamilie in Breslau, die zunächst teilweise im Rat saß und sich nach wenigen Generationen als Kaufmannsfamilie mit namhaften Breslauer Patrizierfamilien ehelich verband. Sigmund Morgenrot trug kurz nach dem Pönfall durch ein Darlehen zur Heimkehr der vielen wegen Zahlungsunfähigkeit in Prag inhaftierten Görlitzer Ratsherren bei.

## Geschichte
Die Geschichte beginnt bei Sigismund Morgenrot, einem Weber, der einzig für das Jahr 1440 als Zünftler im Breslauer Rat saß.
Sein Sohn Hans († 1499) heiratete Barbara Sinreich.
Hans’ Söhne hießen Christoph, Nickel, Hans, Bernhard, Kaspar, Dominikus und Ignaz. Nickel und Hans verheirateten sich jeweils mit einer Dorothea unbekannten Nachnamens.
Nickels Kinder waren Kaspar, Ignaz und Anna. Ihre Generation trat erstmals nachweisbar kaufmännisch in Erscheinung. Hans zeugte Katharina und Hans, der ohne Nachkommen verstarb.
Kaspar verheiratete sich mit Elisabeth Rindfleisch, einer Tochter der Hedwig Tax und des 1481 in Jerusalem zum Ritter geschlagenen Johannes Rindfleisch. Katharina heiratete Johann Rindfleisch, Elisabeths Bruder.
Kaspars Sohn Hans heiratete im Jahr 1560 Regine Uthmann von Schmolz, Tochter der Katharina von Bank und des Sebastian Uthmann von Schmolz.
Hans’ Kinder hießen Hans und Sigismund. Ersterer verheiratete sich mit Elisabeth Pucher von der Puche, Tochter eines Breslauer Ratsherren Sigismund Pucher von der Puche und der Martha Rindfleisch aus dem Hause Strachwitz. Sigismund († 1. Oktober 1557) heiratete im Jahr 1543 in der Breslauer Elisabethkirche Martha Pucher von der Puche, eine Schwester Elisabeths.
Durch ein Darlehen am 7. oder 8. Oktober 1547 beschleunigte Sigismund („Sigmund“) die am 12. Oktober angetretene Heimkehr der wegen Zahlungsunfähigkeit in Prag bei König Ferdinand I. gefangen gehaltenen Oberlausitzer Ratsherren.
Hans, Sigismund, Joachim, Friedrich und Christoph waren seine fünf überlieferten Söhne. Hans blieb unverheiratet, über Sigismund sind keine Nachrichten überliefert. Joachim ward Kaufmann und zeugte mit Christina Stefan (1557–1632) zumindest eine Tochter Christine, die sich mit dem Breslauer Kaufmann Paul Ehrlich verheiratete. Friedrich studierte 1563 in Wittenberg. Christoph heiratete 1584 Maria von Hörnig, eine Tochter Magdalenas Uthmann von Schmolz und Ottos von Hörnig. Als Töchter sind Maria und Susanna überliefert.
Mangels verfügbarer Quellen nicht möglich in die Stammlinie einzufügen ist eine der Familie Morgenrot unbekannten Taufnamens (⚭ Michael Gsellhofer von Gsellhofen, Glaubensflüchtling und durch Ferdinand II. bestätigter Ritter in Breslau), deren Tochter Martha Gsellhofer am 4. Juli 1656 Martin Luthers Verwandten Karl Lutther (* 9. Mai 1609 in Marienberg; † 1687) heiratete. Dieser Ehe entstammte Veronika Lutther (* um 1642; verheiratet; † 17. Juli 1660 in Rauckau, Kreis Nimptsch). Laut Oskar Pusch war Karl Lutther bzw. sein Vater Daniel Lutther (* 1574 in Genthin; † 1627 in Komotau) ein Nachkomme Luthers. Bei genauer genealogischer Betrachtung aber war dieser Daniel Luther ein Sohn Johannes Luthers (* 1537 in Nordhausen; † 1586 in Lodersleben), Enkel Johannes Luthers (* 1491 in Nordhausen; † 1558 ebd.), Urenkel des Schmalkaldener Bauern und Bergmanns Heine Luders (* 1430 in Möhra; † vor 1510 ebd.) und Urenkel eines Luders unbekannten Taufnamens (* 1396; † 1456 in Möhra; vielleicht Wigand v. L.). Letzterer war der früheste mit nachfolgender Stammlinie überlieferte Seitenverwandte Martin Luthers.

## Wappen
Ein Wappen der Familie Morgenrot findet sich weder bei Rietstap, noch im Generalindex zu Siebmacher.